# Paral·lel 4° nord
El Paral·lel 4° nord és un cercle de latitud que és 4 graus al nord del pla equatorial de la Terra. Travessa Àfrica, l'oceà Índic, Àsia meridional, Àsia Sud-oriental, l'oceà Pacífic, Amèrica Central, Amèrica del Sud i l'oceà Atlàntic. El 4 ° paral·lel nord discorre amb mars i oceans el 79% de la seva longitud.

## Dimensions
En el sistema geodèsic WGS84, al nivell de 4° de latitud nord, un grau de longitud equival a 106,218 kilòmetres; la longitud total del paral·lel és de 39.809 kilòmetres, que és aproximadament el 99.6 % de la de l'equador, del que està a uns 442 km, així com a 9.560 kilòmetres del pol Nord.

## Al voltant del món
A partir del Primer meridià i cap a l'est, el paral·lel 4° nord passa per:
| Coordenades                             | País, territori o mar     | Notes |
| --------------------------------------- | ------------------------- | --- |
| 4° 0′ N, 0° 0′ E / 4.000°N,0.000°E      | Oceà Atlàntic             | Golf de Guinea - passa just al nord de Bioko, Guinea Equatorial |
| 4° 0′ N, 9° 13′ E / 4.000°N,9.217°E     | Camerun                   | |
| 4° 0′ N, 15° 3′ E / 4.000°N,15.050°E    | República Centreafricana  | |
| 4° 0′ N, 18° 39′ E / 4.000°N,18.650°E   | R.D. del Congo            | |
| 4° 0′ N, 30° 12′ E / 4.000°N,30.200°E   | Sudan del Sud             | |
| 4° 0′ N, 33° 46′ E / 4.000°N,33.767°E   | Uganda                    | |
| 4° 0′ N, 34° 4′ E / 4.000°N,34.067°E    | Kenya                     | Passa a través del Llac Turkana |
| 4° 0′ N, 37° 35′ E / 4.000°N,37.583°E   | Etiòpia                   | |
| 4° 0′ N, 40° 7′ E / 4.000°N,40.117°E    | Kenya                     | |
| 4° 0′ N, 41° 6′ E / 4.000°N,41.100°E    | Etiòpia                   | |
| 4° 0′ N, 41° 55′ E / 4.000°N,41.917°E   | Somàlia                   | |
| 4° 0′ N, 47° 32′ E / 4.000°N,47.533°E   | Oceà Índic                | |
| 4° 0′ N, 72° 41′ E / 4.000°N,72.683°E   | Maldives                  | Atol·ló d'Ari |
| 4° 0′ N, 72° 56′ E / 4.000°N,72.933°E   | Oceà Índic                | |
| 4° 0′ N, 73° 21′ E / 4.000°N,73.350°E   | Maldives                  | Atol·ló de Malé |
| 4° 0′ N, 73° 30′ E / 4.000°N,73.500°E   | Oceà Índic                | |
| 4° 0′ N, 96° 17′ E / 4.000°N,96.283°E   | Indonèsia                 | Illa de Sumatra |
| 4° 0′ N, 98° 32′ E / 4.000°N,98.533°E   | Estret de Malaca          | |
| 4° 0′ N, 100° 43′ E / 4.000°N,100.717°E | Malàisia                  | Perak, Pahang, Terengganu i Pahang novament, a la Malàisia Peninsular |
| 4° 0′ N, 103° 25′ E / 4.000°N,103.417°E | Mar de la Xina Meridional | |
| 4° 0′ N, 107° 59′ E / 4.000°N,107.983°E | Indonèsia                 | Illa de Natuna Besar |
| 4° 0′ N, 108° 21′ E / 4.000°N,108.350°E | Mar de la Xina Meridional | |
| 4° 0′ N, 113° 43′ E / 4.000°N,113.717°E | Malàisia                  | Sarawak, Illa de Borneo |
| 4° 0′ N, 115° 39′ E / 4.000°N,115.650°E | Indonèsia                 | Kalimantan, illes de Borneo i Nunukan |
| 4° 0′ N, 117° 43′ E / 4.000°N,117.717°E | Mar de Cèlebes            | |
| 4° 0′ N, 126° 37′ E / 4.000°N,126.617°E | Indonèsia                 | Illes Talaud |
| 4° 0′ N, 126° 47′ E / 4.000°N,126.783°E | Oceà Pacífic              | Passa just al sud de l'illa de Merir, República de Palau · passa just al nord de l'atol·ló Nukuoro, Micronèsia · passa just al nord de l'atol·ló Tabuaeran, Kiribati · passa just al nord de l'illa de Malpelo, Colòmbia |
| 4° 0′ N, 77° 25′ O / 4.000°N,77.417°O   | Colòmbia                  | |
| 4° 0′ N, 67° 42′ O / 4.000°N,67.700°O   | Veneçuela                 | |
| 4° 0′ N, 64° 39′ O / 4.000°N,64.650°O   | Brasil                    | Roraima |
| 4° 0′ N, 64° 4′ O / 4.000°N,64.067°O    | Veneçuela                 | |
| 4° 0′ N, 62° 45′ O / 4.000°N,62.750°O   | Brasil                    | Roraima |
| 4° 0′ N, 59° 35′ O / 4.000°N,59.583°O   | Àrea disputada            | Controlat per Guyana, reclamat per Veneçuela |
| 4° 0′ N, 58° 26′ O / 4.000°N,58.433°O   | Guyana                    | |
| 4° 0′ N, 58° 2′ O / 4.000°N,58.033°O    | Surinam                   | |
| 4° 0′ N, 54° 18′ O / 4.000°N,54.300°O   | França                    | Guaiana Francesa |
| 4° 0′ N, 51° 45′ O / 4.000°N,51.750°O   | Brasil                    | Amapá |
| 4° 0′ N, 51° 10′ O / 4.000°N,51.167°O   | Oceà Atlàntic             | Passa just al sud del Cap Palmas, Libèria |